# Borgerkrigen i Somalia
Borgerkrigen i Somalia begyndte i 1991.

## Borgerkrigens forløb
- Diktatoren Siyaad Barre flygtede fra Somalia i 1991; "en overgangsregering blev dannet. Kort efter udbrød intern konflikt mellem Hawiye-klanerne, især Muhammad Farah Aideeds underklan, Habr Gedir, og Ali Mahdis Abgal, som fik kontrol med hver deres del af Mogadishu", skriver medierne.[1]
- "Kampene i og rundt Mogadishu i 1991–1992 førte til flere tusen" dræbte; "rundt 100 000" flygtede, skriver medierne.[2]
- Etiopiens invasion i 2006 skabte grundlag for en ny militsgruppe, Harakat al-Shabaab al-Mujahideen (kendt som Al-Shabaab), der havde virket som milits for de islamiske domstole. Gruppens mål var indførelse af islamisk styre. Gruppen var erklærede som ... af African Union Mission in Somalia (AMISOM), der i begyndelsen af 2007 var blevet indsat af OAU på grundlag af et mandat fra FN for at nedkæmpe styrker, som modarbejdede centralstyret i Somalia.[3]
- "Efter langvarige kampe mod amerikansk støttede sekulære krigsherrer overtog en milits under Unionen af Islamiske Domstole magten i hovedstaden og store dele af det sydlige Somalia i juni 2006", skriver medierne.[1]
- 2007:
  - Den 19. januar udbrød der hårde kampe omkring Somalias præsidentpalads. Mindst en granat ramte paladset. Den Afrikanske Union besluttede der efter at sende en såkaldt fredsbevarende styrke på 7.650 mand til Somalia.
- 2012:
  - I løbet af januar 2012 blev Al-Shabaab presset ud af Mogadishu by - af styrker fra regeringen og AMISOM.[4]
  - Efter et tre-dagers slag, tog somaliske styrker kontrol over havnebyen Kismayo d. 1. oktober.[5]
  - Et føderalt parliament og en føderal regering blev etableret i 2012.[6]

"Landet er fortsat præget af alvorlige uroligheder med terrortrusler og krigshandlinger. Kriminaliteten er omfattende, og der er bl.a. risiko for bortførelser af vesterlændinge", siger Den Store Danske fremdeles [pr. 2022].
Politisk udvikling: mandatet til præsidenten gik ud i 2021; valgdato [var] d. 15 maj 2022. Landet fik ny præsident i maj 2022.

## Dødsfald
- 3.532 blev dræbt i 2021.[9][10][11]
- Dødsfald totalt: 506.000+ er blevet dræbt i borgerkrigen.[12]